# 1.ª etapa del Tour de Francia 2023
La 1.ª etapa del Tour de Francia 2023 tuvo lugar el 1 de julio de 2023 y consistió en una etapa escarpada con inicio y final en Bilbao, España, sobre un recorrido de 182 km.

## Clasificación de la etapa
| Bilbao - Bilbao | etapa escarpada | (182 km) |

| \| Clasificación de la etapa \| Clasificación de la etapa \| Clasificación de la etapa \| Clasificación de la etapa \| Clasificación de la etapa \| \| Ciclista \| Ciclista \| Equipo \| Tiempo \| \| \| ------------------------- \| ------------------------- \| ------------------------- \| ------------------------- \| ------------------------- \| \| 1.º \| Adam Yates \| UAE Team Emirates \| 4 h 22 min 49 s \| \| \| 2.º \| Simon Yates \| Team Jayco AlUla \| + 4 s \| \| \| 3.º \| Tadej Pogačar \| UAE Team Emirates \| + 12 s \| \| \| 4.º \| Thibaut Pinot \| Groupama-FDJ \| + 12 s \| \| \| 5.º \| Michael Woods \| Israel-Premier Tech \| + 12 s \| \| \| 6.º \| Victor Lafay \| Cofidis \| + 12 s \| \| \| 7.º \| Jai Hindley \| Bora-Hansgrohe \| + 12 s \| \| \| 8.º \| Mattias Skjelmose \| Lidl-Trek \| + 12 s \| \| \| 9.º \| Jonas Vingegaard \| Jumbo-Visma \| + 12 s \| \| \| 10.º \| David Gaudu \| Groupama-FDJ \| + 12 s \| \| |                   |                     |                 |
| |                   |                     |                 |
| Fuente: ProCyclingStats |                   |                     |                 |
| Clasificación de la etapa |                   |                     |                 |
| Ciclista | Ciclista          | Equipo              | Tiempo          |
| 1.º | Adam Yates        | UAE Team Emirates   | 4 h 22 min 49 s |
| 2.º | Simon Yates       | Team Jayco AlUla    | + 4 s           |
| 3.º | Tadej Pogačar     | UAE Team Emirates   | + 12 s          |
| 4.º | Thibaut Pinot     | Groupama-FDJ        | + 12 s          |
| 5.º | Michael Woods     | Israel-Premier Tech | + 12 s          |
| 6.º | Victor Lafay      | Cofidis             | + 12 s          |
| 7.º | Jai Hindley       | Bora-Hansgrohe      | + 12 s          |
| 8.º | Mattias Skjelmose | Lidl-Trek           | + 12 s          |
| 9.º | Jonas Vingegaard  | Jumbo-Visma         | + 12 s          |
| 10.º | David Gaudu       | Groupama-FDJ        | + 12 s          |

## Clasificaciones al final de la etapa

### Clasificación general(Maillot Jaune)
| \| Clasificación general \| Clasificación general \| Clasificación general \| Clasificación general \| Clasificación general \| \| Ciclista \| Ciclista \| Equipo \| Tiempo \| \| \| --------------------- \| --------------------- \| --------------------- \| --------------------- \| --------------------- \| \| 1.º \| Adam Yates \| UAE Team Emirates \| 4 h 22 min 39 s \| \| \| 2.º \| Simon Yates \| Team Jayco AlUla \| + 8 s \| \| \| 3.º \| Tadej Pogačar \| UAE Team Emirates \| + 18 s \| \| \| 4.º \| Thibaut Pinot \| Groupama-FDJ \| + 22 s \| \| \| 5.º \| Michael Woods \| Israel-Premier Tech \| + 22 s \| \| \| 6.º \| Victor Lafay \| Cofidis \| + 22 s \| \| \| 7.º \| Jai Hindley \| Bora-Hansgrohe \| + 22 s \| \| \| 8.º \| Mattias Skjelmose \| Lidl-Trek \| + 22 s \| \| \| 9.º \| Jonas Vingegaard \| Jumbo-Visma \| + 22 s \| \| \| 10.º \| David Gaudu \| Groupama-FDJ \| + 22 s \| \| |                   |                     |                 |
| |                   |                     |                 |
| Fuente: ProCyclingStats |                   |                     |                 |
| Clasificación general |                   |                     |                 |
| Ciclista | Ciclista          | Equipo              | Tiempo          |
| 1.º | Adam Yates        | UAE Team Emirates   | 4 h 22 min 39 s |
| 2.º | Simon Yates       | Team Jayco AlUla    | + 8 s           |
| 3.º | Tadej Pogačar     | UAE Team Emirates   | + 18 s          |
| 4.º | Thibaut Pinot     | Groupama-FDJ        | + 22 s          |
| 5.º | Michael Woods     | Israel-Premier Tech | + 22 s          |
| 6.º | Victor Lafay      | Cofidis             | + 22 s          |
| 7.º | Jai Hindley       | Bora-Hansgrohe      | + 22 s          |
| 8.º | Mattias Skjelmose | Lidl-Trek           | + 22 s          |
| 9.º | Jonas Vingegaard  | Jumbo-Visma         | + 22 s          |
| 10.º | David Gaudu       | Groupama-FDJ        | + 22 s          |

### Clasificación por puntos(Maillot Vert)
| Clasificación por puntos | Clasificación por puntos | Clasificación por puntos | Clasificación por puntos | Clasificación por puntos |
| Ciclista                 | Ciclista                 | Equipo                   | Puntos                   |                          |
| ------------------------ | ------------------------ | ------------------------ | ------------------------ | ------------------------ |
| 1.º                      | Adam Yates               | UAE Team Emirates        | 30 pts                   |                          |
| 2.º                      | Simon Yates              | Team Jayco AlUla         | 25 pts                   |                          |
| 3.º                      | Tadej Pogačar            | UAE Team Emirates        | 22 pts                   |                          |
| 4.º                      | Pascal Eenkhoorn         | Lotto Dstny              | 20 pts                   |                          |
| 5.º                      | Thibaut Pinot            | Groupama-FDJ             | 19 pts                   |                          |
| 6.º                      | Michael Woods            | Israel-Premier Tech      | 17 pts                   |                          |
| 7.º                      | Simon Guglielmi          | Arkéa-Samsic             | 17 pts                   |                          |
| 8.º                      | Victor Lafay             | Cofidis                  | 15 pts                   |                          |
| 9.º                      | Valentin Ferron          | TotalEnergies            | 15 pts                   |                          |
| 10.º                     | Jai Hindley              | Bora-Hansgrohe           | 13 pts                   |                          |

### Clasificación de la montaña(Maillot à Pois Rouges)
| Clasificación de la montaña | Clasificación de la montaña | Clasificación de la montaña | Clasificación de la montaña | Clasificación de la montaña |
| Ciclista                    | Ciclista                    | Equipo                      | Puntos                      |                             |
| --------------------------- | --------------------------- | --------------------------- | --------------------------- | --------------------------- |
| 1.º                         | Neilson Powless             | EF Education-EasyPost       | 5 pts                       |                             |
| 2.º                         | Pascal Eenkhoorn            | Lotto Dstny                 | 3 pts                       |                             |
| 3.º                         | Georg Zimmermann            | Intermarché-Circus-Wanty    | 3 pts                       |                             |
| 4.º                         | Tadej Pogačar               | UAE Team Emirates           | 2 pts                       |                             |
| 5.º                         | Jonas Gregaard              | Uno-X Pro Cycling Team      | 2 pts                       |                             |
| 6.º                         | Esteban Chaves              | EF Education-EasyPost       | 2 pts                       |                             |
| 7.º                         | Jonas Abrahamsen            | Uno-X Pro Cycling Team      | 1 pt                        |                             |
| 8.º                         | Jonas Vingegaard            | Jumbo-Visma                 | 1 pt                        |                             |
| 9.º                         | Dylan van Baarle            | Jumbo-Visma                 | 1 pt                        |                             |
| 10.º                        | Simon Guglielmi             | Arkéa-Samsic                | 1 pt                        |                             |

### Clasificación del mejor joven(Maillot Blanc)
| Clasificación del mejor joven | Clasificación del mejor joven | Clasificación del mejor joven | Clasificación del mejor joven | Clasificación del mejor joven |
| Ciclista                      | Ciclista                      | Equipo                        | Tiempo                        |                               |
| ----------------------------- | ----------------------------- | ----------------------------- | ----------------------------- | ----------------------------- |
| 1.º                           | Tadej Pogačar                 | UAE Team Emirates             | 4 h 22 min 57 s               |                               |
| 2.º                           | Mattias Skjelmose             | Lidl-Trek                     | + 4 s                         |                               |
| 3.º                           | Carlos Rodríguez              | Ineos Grenadiers              | + 4 s                         |                               |
| 4.º                           | Corbin Strong                 | Israel-Premier Tech           | + 25 s                        |                               |
| 5.º                           | Maxim Van Gils                | Lotto Dstny                   | + 25 s                        |                               |
| 6.º                           | Matthew Dinham                | Team DSM-Firmenich            | + 25 s                        |                               |
| 7.º                           | Thomas Pidcock                | Ineos Grenadiers              | + 25 s                        |                               |
| 8.º                           | Tobias Halland Johannessen    | Uno-X Pro Cycling Team        | + 25 s                        |                               |
| 9.º                           | Felix Gall                    | AG2R Citroën Team             | + 25 s                        |                               |
| 10.º                          | Matteo Jorgenson              | Movistar Team                 | + 2 min 30 s                  |                               |

### Clasificación por equipos(Classement par Équipe)
| Clasificación por equipos | Clasificación por equipos | Clasificación por equipos | Clasificación por equipos |
| Equipo                    | Equipo                    | Tiempo                    |                           |
| ------------------------- | ------------------------- | ------------------------- | ------------------------- |
| 1.º                       | Jumbo-Visma               | 13 h 09 min 03 s          |                           |
| 2.º                       | UAE Team Emirates         | + 9 s                     |                           |
| 3.º                       | Groupama-FDJ              | + 21 s                    |                           |
| 4.º                       | Israel-Premier Tech       | + 42 s                    |                           |
| 5.º                       | Ineos Grenadiers          | + 42 s                    |                           |
| 6.º                       | Bahrain Victorious        | + 42 s                    |                           |
| 7.º                       | Lidl-Trek                 | + 1 min 01 s              |                           |
| 8.º                       | AG2R Citroën Team         | + 1 min 03 s              |                           |
| 9.º                       | Astana Qazaqstan Team     | + 2 min 45 s              |                           |
| 10.º                      | Cofidis                   | + 3 min 22 s              |                           |

## Abandonos
Ninguno.